# Driller
Driller, uscito come Space Station Oblivion negli Stati Uniti, è un videogioco del 1987, sviluppato dalla software house britannica Major Developments e pubblicato da Incentive Software per i computer a 8 bit ZX Spectrum, Commodore 64, Amstrad CPC e successivamente a 16 bit Amiga, Atari ST e IBM PC. Le versioni statunitensi vennero pubblicate dalla Epyx. Il gioco consiste nella guida di un mezzo con visuale in prima persona in un ambiente fantascientifico, e fu il primo titolo a sfruttare il motore di grafica 3D Freescape. Uno dei successivi fu Dark Side, che viene a volte considerato il seguito di Driller.
I giudizi della critica su Driller furono di solito molto buoni, e nel caso delle conversioni Amiga/ST ci fu anche un notevole miglioramento della velocità della grafica.
Uscirono anche conversioni amatoriali non ufficiali di Driller per Commodore Plus/4 ed Enterprise e nel 2007 un remake amatoriale per Windows.

## Trama
Mitral è una luna abbandonata del pianeta Evath, colonizzato dall'uomo. In passato le miniere di Mitral sono state intensamente sfruttate dal popolo fuorilegge dei Ketar, accumulando grandi quantità di gas nel sottosuolo. Tra poche ore la luna sarà colpita da un meteorite e rischia di esplodere, con conseguenze disastrose per Evath. Una sonda perforatrice cingolata viene inviata su Mitral per installare una trivella (driller in inglese) in corrispondenza delle sacche di gas, che devono essere localizzate e trivellate in modo da far fuoriuscire il gas e scongiurare il pericolo. L'operazione va ripetuta per 18 differenti settori artificiali della luna, identificati da nomi di minerali, affrontando anche i sistemi di difesa automatici lasciati dai Ketar.

## Modalità di gioco
La schermata di gioco mostra la visuale in prima persona dall'abitacolo del veicolo, con un elaborato pannello dei comandi e un ampio parabrezza. Il paesaggio esterno è formato da oggetti geometrici 3D a superfici piene e rappresenta piazzali e strutture artificiali, tra cui edifici dove la sonda può entrare, muri, blocchi e altri ostacoli. Il giocatore deve esplorare 18 settori contigui a pianta quadrata per fare le trivellazioni e deve spesso risolvere rompicapo per capire come aggirare gli ostacoli.
I movimenti di base del veicolo, eseguiti con i controlli direzionali, sono avanti/indietro e rotazione; inoltre è possibile alzare e abbassare la direzione della visuale, regolare le velocità di avanzamento e di rotazione, nonché inclinare il mezzo di fianco, mossa che può essere utile ad esempio per attraversare passaggi stretti. Le versioni per home computer a 8 bit e per DOS sono simili nei controlli, mentre quelle per Amiga e Atari ST si distinguono per il supporto anche all'uso del mouse e per il cruscotto più complesso, con icone cliccabili.
La sonda è armata di doppio laser, controllabile tramire un mirino che si può spostare relativamente alla visuale. Lo scudo difensivo permette di sopportare diversi colpi prima del game over. I nemici sono postazioni laser fisse e a volte arrivano navicelle orbitanti. Il gioco non è un semplice sparatutto e uno dei problemi da affrontare è capire come distruggere o aggirare le postazioni. A volte sono immuni ai laser, ma si possono eliminare per via indiretta, ad esempio abbattendone le linee di alimentazione o schiacciandole sotto altri oggetti.
Per trivellare si comanda il teletrasporto dell'impianto di trivellazione, che da Evath si materializza direttamente di fronte alla sonda. L'impianto può successivamente essere rimandato indietro e riposizionato di nuovo. L'obiettivo è liberare almeno il 50% del gas sotterraneo di ogni settore; la massima percentuale ottenibile dipende dalla vicinanza della trivella al centro della sacca di gas e l'operazione comunque richiede tempo. Nel primo settore è facile individuare il punto dove scavare, contrassegnato da una X, ma può diventare molto complesso a seconda del settore.
Il giocatore deve anche trovare rifornimenti per il proprio veicolo raccogliendo cristalli di forma piramidale, che ricaricano l'energia oppure lo scudo difensivo. Importanti sono anche gli interruttori, di solito sotto forma di cubi, che si attivano sparando su di essi e possono avere effetti come aprire passaggi segreti e abilitare ascensori. Occasionalmente si può inoltre trovare un aviogetto che si aggancia alla sonda e permette di volare in tre dimensioni, con un sistema di controllo simile a quello del mezzo base, ma in questa forma non si può piazzare la trivella.
La confezione originale di Driller include una mappa tridimensionale in cartoncino, che può essere piegata per formare un poliedro che rappresenta i settori contigui sulla superficie di Mitral; solo del primo settore tuttavia sono disegnati i dettagli interni, il resto è completabile dal giocatore.
Almeno per Amiga, Driller uscì anche in versione completamente tradotta in italiano.